# Høyanger
Høyanger è un comune norvegese della contea di Vestland.